# Pamulihan (Cisurupan)
Pamulihan is een bestuurslaag in het regentschap Garut van de provincie West-Java, Indonesië. Pamulihan telt 4969 inwoners (volkstelling 2010).